# 아이히만 쇼
《아이히만 쇼》(The Eichmann Show)는 영국에서 제작된 폴 앤드류 윌리엄스 감독의 2015년 드라마 영화이다. 마틴 프리먼 등이 주연으로 출연하였고 로렌스 보웬 등이 제작에 참여하였다. TV 영화이다.

## 출연

### 주연
- 마틴 프리먼 : 밀턴 프루트만 역
- 안소니 라파글리아 : 레오 허위츠 역
- 벤 로이드 휴즈 : 알렌 로젠탈 역

### 조연
- 니콜라스 우더슨 : 야코보 요닐로비치 역
- 안나 루이즈 플로우먼 :제인 허워츠 역
- 레베카 프론트 : 칼라토스 파에즈 역
- 앤디 나이맨 : 데이빗 랜더 역
- 딜란 에드워즈 : 로이 세드웰 역
- 에드 버치 : 밀렉 네벨 역
- 벤 아디스 : 론 헌츠맨 역
- 나다니엘 글리드 : 토미 허워츠 역
- 베이토타스 마티네이티스 : 아돌프 아이히만 역
- 저스틴 셀링거 : 데이빗 아라드 역
- 조라 비숍 : 에바 프럭트먼 역

### 단역
- 넬 무니 : 여 기자 역
- 이안 포터 : 남 기자 역
- 우리엘 에밀 폴락 : 남자 통역사 역 (목소리)
- 모웨나 뱅스 : 여자 통역사 역 (목소리)
- 사뮤엘 웨스트 : 나레이터 역 (목소리)

## 기타
- 수입 :  위드라이언픽쳐스

## 수상
- 2015년 제19회 부천국제판타스틱영화제 비전 익스프레스
- 2015년 제52회 금마장 파노라마